# Konteksty Kultury
Konteksty Kultury – czasopismo naukowe Wydziału Polonistyki Uniwersytetu Jagiellońskiego, ukazujące się od 2005 r. (na początku w Kolegium Nauczycielskim w Bielsku-Białej). Artykuły prezentowane w „Kontekstach Kultury” pozostają tematycznie i metodologicznie zróżnicowane, jednak ich przedmiotem w przeważającej mierze jest tekst literacki i jego konteksty. Od początku istnienia „Konteksty Kultury” są pismem recenzowanym.